# Колмаков, Пётр Кириакович
Пётр Кириакович Колмаков (16 октября 1898, Москва, Московская губерния, Российская империя — 7 июля 1980, там же, СССР) — советский библиограф и книговед.

## Биография
Родился 16 октября 1898 года в Москве. В 1920 году был призван в Красную Армию в связи с Гражданской войной в РСФСР и отправлен в одну из воинских частей в качестве заведующего военной библиотеки, чуть позже заведовал военным сектором ГБЛ вплоть до 1935 года. После демобилизации остался в ГБЛ и с 1935 по 1952 год работал библиографом, а также по совместительству работал в других библиотеках Москвы.
Скончался 7 июля 1980 года в Москве.

## Научные работы
Основные научные работы посвящены библиографоведению, библиотековедению, истории и статистики печати, а также книговедению. Автор ряда научных работ.

## Членство в обществах
- 1924-26 — Член 1-го и 2-го библиографических съездов.
- 1965-66 — Член конференций по скандинавистике.